# الانتخابات الرئاسية الكورية الجنوبية 2012
الانتخابات الرئاسية الكورية الجنوبية 2012 هي انتخابات رئاسية ‏ جرت في 19 ديسمبر 2012، في كوريا الجنوبية، لانتخاب رئيس كوريا الجنوبية.
فاز بالانتخابات باك غن هي، وحصل على 15,773,128 صوتاً، وقد بلغت عدد الإصوات المشاركة في الانتخابات 30,721,459 صوتاً، قبل منها 30,589,730 صوتاً.

## المرشحين
| المرشح       | الحزب | عدد الأصوات | عدد المقاعد |
| ------------ | ----- | ----------- | ----------- |
| باك غن هي    |       | 15,773,128  |             |
| مون جاي إن   |       | 14,692,632  |             |
| Kang Ji-won ‏ |       | 53,303      |             |
| بارك جونغ-سن |       | 12,854      |             |
| كيم سوو يون ‏ |       | 16,687      |             |
| Kim Soon-ja ‏ |       | 46,017      |             |